# Carly (Paso de Calais)
 Carly  es una población y comuna francesa, situada en la región de Norte-Paso de Calais, departamento de Paso de Calais, en el distrito de Boulogne-sur-Mer y cantón de Samer.

## Demografía
| 291 | 273 | 304 | 250 | 301 | 297 | 317 | 330 | 311 | 312 | 298 | 331 | 310 | 300 | 309 | 307 | 327 | 318 | 309 | 303 | 297 | 311 | 300 | 297 | 326 | 328 | 318 | 285 | 279 | 307 | 463 | 525 |
| Para los censos de 1962 a 1999 la población legal corresponde a la población sin duplicidades (Fuente: INSEE [Consultar]) |     |     |     |     |     |     |     |     |     |     |     |     |     |     |     |     |     |     |     |     |     |     |     |     |     |     |     |     |     |     |     |